# ها جه سوک
ها جه سوک (کره‌ای: 하재숙؛ زادهٔ ۷ ژانویه ۱۹۷۹) بازیگر اهل کره جنوبی است. او به عنوان نقش مکمل در درام‌های کره‌ای حضور پیدا کرده‌است و از کارهای قابل توجه او می‌توان به مراقب رئیس باش، ذهن زیبا و عطر اشاره کرد.